# الكويت في الألعاب الآسيوية 2014
شاركت الكويت في الألعاب الآسيوية 2014 في إنشيون بكوريا الجنوبية من 19 سبتمبر إلى 4 أكتوبر 2014. فازت بـ 3 ميداليات ذهبية و5 فضية و4 برونزية.

## جدول الميداليات
| ميدالية | الاسم                                              | الرياضة   | الحدث                    |
| ------- | -------------------------------------------------- | --------- | ------------------------ |
| ذهبية   | راشد المطيري                                       | الكاراتيه | كوميتيه رجالي +84 كجم    |
| ذهبية   | عبد الله الرشيدي                                   | الرماية   | السكيت للرجال            |
| ذهبية   | عبد الله المزين                                    | الاسكواش  | فردي الرجال              |
| فضية    | حمد النعيم                                         | الكاراتيه | كوميتيه رجالي 84 كجم     |
| فضية    | فهيد الديهاني                                      | الرماية   | فخ الرجال                |
| فضية    | فهيد الديهاني عبدالرحمن الفيحان خالد المضف         | الرماية   | فريق فخ الرجال           |
| فضية    | فهيد الديهاني                                      | الرماية   | فخ مزدوج للرجال          |
| فضية    | صلاح المطيري عبد الله الرشيدي سعود حبيب            | الرماية   | فريق السكيت للرجال       |
| برونزية | علي عبد العزيز                                     | الكاراتيه | كوميتيه رجالي 67 كجم     |
| برونزية | أحمد العفاسي حمد العفاسي فهيد الديهاني             | الرماية   | فريق الفخ المزدوج للرجال |
| برونزية | عبد الله المزين علي الرامزي عمار التميمي فلاح فايز | الاسكواش  | فريق الرجال              |